# 1989 na televisão
Nesta página encontram-se os fatos, estreias e términos sobre televisão que aconteceram durante o ano de 1989.

## Eventos

### Março
- 15 de março — É inaugurada a TV Rio Branco, afiliada do SBT em Rio Branco, Acre.
- 27 de março — Na Rede Globo, o Globo Esporte ganha nova vinheta, logotipo e grafismos.

### Abril
- 1.º de abril — O SBT exibe a 36.ª edição do Miss Brasil.
- 4 de abril — É inaugurada a TV Planície, afiliada do SBT em Campos dos Goytacazes, Rio de Janeiro.
- 17 de abril — É inaugurada a TV Cidade, afiliada do SBT em Londrina, Paraná.

### Maio
- 14 de maio — É inaugurada a TV Serra Dourada, afiliada do SBT em Goiânia, Goiás. A TV Goyá, antiga afiliada da rede, torna-se parceira da TV Rio.
- 21 de maio — É inaugurada a TV Liberal Castanhal, afiliada da Rede Globo em Castanhal, Pará.
- 22 de maio — Na Rede Globo, o Jornal Nacional ganha nova vinheta, logotipo, cenário e grafismos.

### Julho
- 1.º de julho
  - É inaugurada a EPTV Central, afiliada da Rede Globo em São Carlos, São Paulo.
  - TV Campinas passa a se chamar EPTV Campinas em Campinas, São Paulo.
  - TV Ribeirão passa a se chamar EPTV Ribeirão em Ribeirão Preto, São Paulo.
  - TV Sul de Minas passa a se chamar EPTV Sul de Minas em Varginha, Minas Gerais.
  - É inaugurada a TV Cataratas, afiliada da Rede Globo em Foz do Iguaçu, Paraná.
- 1 de julho–16 de julho — A Rede Globo e a Rede Bandeirantes transmitem a Copa América de 1989.
- 10 de julho — Na Rede Globo, o Jornal da Globo passa a ser ancorado por William Bonner e Fátima Bernardes.
- 17 de julho — A Rede Bandeirantes exibe o primeiro debate eleitoral com os candidatos a Presidência da República do Brasil, na primeira eleição direta após 29 anos.

### Agosto
- 4 de agosto — É inaugurada a TV Metropolitana em Sarandi, Paraná.

### Setembro
- 26 de setembro — É inaugurada a TV Sul América, afiliada da Rede Globo em Ponta Porã, Mato Grosso do Sul.

### Outubro
- 1.º de outubro — É inaugurada a TV Lagos, afiliada da Rede Globo em São Pedro da Aldeia, Rio de Janeiro.
- 10 de outubro — É inaugurada a TV Capixaba, afiliada da Rede Bandeirantes em Vitória, Espírito Santo.
- 13 de outubro — É inaugurada a TV Guanandi, afiliada da Rede Bandeirantes em Campo Grande, Mato Grosso do Sul.

### Novembro
- 9 de novembro — A TV Record e suas emissoras irmãs são vendidas para o líder da Igreja Universal do Reino de Deus, Edir Macedo, por uma quantia de 45 milhões de dólares. A venda culmina também no fim da Rede de Emissoras Independentes e na criação da Central Record de Comunicação.
- 25 de novembro — É inaugurada a TV Independência Guarapuava, afiliada da Rede Manchete em Guarapuava, Paraná.

### Dezembro
- 3 de dezembro — As principais redes de televisão transmitem em conjunto o primeiro debate presidencial do segundo turno das Eleições 1989, hospedado pela Rede Manchete.
- 6 de dezembro — É inaugurada a TV São Luís, afiliada da Rede Manchete em São Luís, Maranhão.
- 8 de dezembro — É inaugurada a TV Canção Nova em Cachoeira Paulista, São Paulo.
- 14 de dezembro — As principais redes de televisão transmitem em conjunto o segundo debate presidencial do segundo turno das Eleições 1989, hospedado pela Rede Bandeirantes.
- 15 de dezembro — Por determinação do Tribunal Regional Eleitoral do Maranhão, a TV Ribamar, afiliada da Rede Bandeirantes em São Luís, Maranhão, tem sua transmissão suspensa até 18 de dezembro por proselitismo político em favor de Fernando Collor de Mello nas Eleições 1989.[1]
- 20 de dezembro — É inaugurado o Canal 54 Fortaleza em Fortaleza, Ceará.

## Programas

### Brasil

#### Janeiro
- 1.º de janeiro — A Rede Globo exibe o especial Uma Prova de Amor com o cantor Cazuza.
- 2 de janeiro
  - Estreia Circo da Alegria na Rede Bandeirantes.
  - Reestreia O Meu Pé de Laranja Lima na Rede Bandeirantes.
  - Reestreia Cavalo Amarelo na Rede Bandeirantes.
  - Reestreia Guerra dos Sexos na Sessão Aventura na Rede Globo.
- 3 de janeiro — Estreia Temperatura Máxima na Rede Globo.
- 6 de janeiro
  - Termina Vale Tudo na Rede Globo.
  - Termina Olho por Olho na Rede Manchete.
- 9 de janeiro
  - Reestreia Helena na Rede Manchete.
  - Estreia O Salvador da Pátria na Rede Globo.

#### Fevereiro
- 10 de fevereiro — Termina Bebê a Bordo na Rede Globo.
- 13 de fevereiro — Estreia Que Rei Sou Eu? na Rede Globo.
- 24 de fevereiro — Termina Gabriela no Vale a Pena Ver de Novo na Rede Globo.
- 27 de fevereiro — Reestreia A Gata Comeu no Vale a Pena Ver de Novo na Rede Globo.

#### Março
- 6 de março — Estreia Clip Trip na TV Gazeta.
- 24 de março — Termina Globo Economia na Rede Globo.
- 26 de março — Estreia Domingão do Faustão na Rede Globo.
- 28 de março
  - A Rede Globo exibe o especial A-ha - Brazil Tour 89.
  - Estreia da 2.ª temporada de TV Pirata na Rede Globo.[2]
- 31 de março — A Rede Globo exibe o Tim Maia Especial.

#### Abril
- 25 de abril — A Rede Globo exibe o especial Rod Stewart Live in Rio.
- 26 de abril — Estreia Cabaré do Barata na Rede Manchete.

#### Maio
- 8 de maio — Reestreia Um Homem muito Especial na Rede Bandeirantes.
- 9 de maio — A Rede Globo exibe o Simone Especial.
- 5 de maio — Termina Vida Nova na Rede Globo.
- 8 de maio — Estreia Pacto de Sangue na Rede Globo.
- 15 de maio
  - Estreia Show da Simony no SBT.
  - Dó Ré Mi Fá Sol Lá Simony passa a se chamar Dó Ré Mi Fá Sol Lá Si com Mariane no SBT.

#### Junho
- 2 de junho — Termina Guerra dos Sexos na Sessão Aventura na Rede Globo.
- 5 de junho — Estreia Juba & Lula na Rede Globo.

#### Julho
- 9 de julho — Estreia Bobeou Dançou na Rede Globo.
- 19 de julho — Estreia Kananga do Japão na Rede Manchete.
- 20 de julho — Termina Corpo Santo na Rede Manchete.
- 21 de julho — Termina Cavalo Amarelo na Rede Bandeirantes.
- 24 de julho — Reestreia Sabor de Mel na Rede Bandeirantes.
- 28 de julho
  - Termina A Gata Comeu no Vale a Pena Ver de Novo na Rede Globo.
  - Termina Juba & Lula na Rede Globo.
- 31 de julho
  - Reestreia Brega & Chique no Vale a Pena Ver de Novo na Rede Globo.
  - Estreia Colônia Cecília na Rede Bandeirantes.

#### Agosto
- 2 de agosto — Estreia Documento Especial na Rede Manchete.
- 6 de agosto — Estreia Corrida Maluca no SBT.[3]
- 11 de agosto
  - Termina O Salvador da Pátria na Rede Globo.
  - Termina Colônia Cecília na Rede Bandeirantes.
- 13 de agosto — A Rede Globo exibe o especial Pink Floyd em Veneza.
- 14 de agosto — Estreia Tieta na Rede Globo.
- 16 de agosto — Termina A Palavra é Sua na Rede Globo.
- 21 de agosto — Estreia O Cometa na Rede Bandeirantes.
- 22 de agosto — Estreia Olho por Olho na Rede Manchete.
- 25 de agosto — Termina O Meu Pé de Laranja Lima na Rede Bandeirantes.
- 28 de agosto — Reestreia A Deusa Vencida na Rede Bandeirantes.

#### Setembro
- 11 de setembro — Estreia Cometa Alegria na Rede Manchete.
- 15 de setembro
  - Termina Sabor de Mel na Rede Bandeirantes.
  - Termina Que Rei Sou Eu? na Rede Globo.
  - Termina O Cometa na Rede Bandeirantes.
- 18 de setembro — Estreia Top Model na Rede Globo.
- 22 de setembro — Termina Pacto de Sangue na Rede Globo.
- 26 de setembro — Estreia Sampa na Rede Globo.
- 25 de setembro — Estreia O Sexo dos Anjos na Rede Globo.
- 29 de setembro — Termina Sampa na Rede Globo.

#### Outubro
- 23 de outubro
  - Reestreia Que Rei Sou Eu? na Sessão Aventura na Rede Globo.
  - Estreia Cortina de Vidro no SBT.

#### Novembro
- 14 de novembro — Estreia República na Rede Globo.
- 17 de novembro — Termina República na Rede Globo.
- 19 de novembro — A Rede Globo exibe o Cyndi Lauper Especial.
- 30 de novembro — Termina Som Brasil na Rede Globo.

#### Dezembro
- 5 de dezembro — Estreia Capitães da Areia na Rede Bandeirantes.
- 16 de dezembro — Termina Capitães da Areia na Rede Bandeirantes.
- 19 de dezembro — Termina a 2.ª temporada TV Pirata na Rede Globo.
- 21 de dezembro — A Rede Globo exibe o Bruna e Riccelli Especial.
- 22 de dezembro — A Rede Globo exibe através do Globo Repórter a primeira parte da Retrospectiva da Década - Os Dez Anos Que Mudaram o Mundo.
- 24 de dezembro — A TV Cultura exibe o especial Banho de Aventura.
- 26 de dezembro — A Rede Globo exibe o especial Homem 90.
- 27 de dezembro — A Rede Globo exibe o Roberto Carlos Especial.
- 28 de dezembro — A Rede Globo exibe o especial Em Defesa da Honra, piloto da série Delegacia de Mulheres.
- 29 de dezembro
  - Termina Que Rei Sou Eu? na Sessão Aventura na Rede Globo.
  - A Rede Globo exibe através do Globo Repórter a segunda e última parte da Retrospectiva da Década - Os Dez Anos Que Mudaram o Mundo.
  - A Rede Globo exibe o Especial Chitãozinho & Xororó.
- 31 de dezembro — Termina Bobeou Dançou na Rede Globo.

### Estados Unidos

#### Dezembro
- 17 de dezembro — Estreia da 1.ª temporada de Os Simpsons na Fox.

### Portugal

#### Setembro
- 23 de setembro — Estreia Ricardina e Marta na RTP1.

## Nascimentos
| Data            | Nome                 | Profissão                        | Nacionalidade   | Observações | Ref |
| --------------- | -------------------- | -------------------------------- | --------------- | ----------- | --- |
| 3 de janeiro    | Alexander David Linz | ator                             | Estados Unidos  |             |     |
| 6 de janeiro    | Charles Emmanuel     | dublador e ator                  | Brasil          |             |     |
| 9 de janeiro    | Nina Dobrev          | atriz                            | Bulgária        |             |     |
| 10 de janeiro   | Tammy Di Calafiori   | atriz                            | Brasil          |             |     |
| 12 de janeiro   | Ana Olívia Seripieri | atriz                            | Brasil          |             |     |
| 20 de janeiro   | Nadia Di Cello       | atriz                            | Argentina       |             |     |
| 22 de janeiro   | Caio Castro          | ator                             | Brasil          |             |     |
| 27 de janeiro   | Fabio Grangeon       | ator                             | França / Taiwan |             |     |
| 1 de fevereiro  | Marco Pigossi        | ator                             | Brasil          |             |     |
| 3 de fevereiro  | Corbin Bleu          | ator, dançarino, cantor e modelo | Estados Unidos  |             |     |
| 4 de fevereiro  | Michel Gomes         | ator                             | Brasil          |             |     |
| 28 de fevereiro | Angelababy           | atriz                            | China           |             |     |
| 3 de março      | Arthur Aguiar        | ator                             | Brasil          |             |     |
| 17 de março     | Morfydd Clark        | atriz                            | País de Gales   |             |     |
| 18 de março     | Lily Collins         | atriz e modelo                   | Reino Unido     |             |     |
| 17 de abril     | Louise D'Tuani       | atriz                            | Brasil          |             |     |
| 19 de abril     | Simu Liu             | ator                             | China / Canadá  |             |     |
| 22 de abril     | Carolinie Figueiredo | atriz                            | Brasil          |             |     |
| 26 de abril     | Grisel Margarita     | atriz                            | México          |             |     |
| 29 de abril     | Sophie Charlotte     | atriz                            | Brasil          |             |     |
| 29 de abril     | Marina Belluzzo      | atriz                            | Brasil          |             |     |
| 10 de maio      | Lindsey Shaw         | atriz e cantora                  | Estados Unidos  |             |     |
| 11 de maio      | Danny Pink           | apresentadora e cantora          | Brasil          |             |     |
| 13 de maio      | Beatriz Botelho      | atriz                            | Brasil          |             |     |
| 28 de maio      | Rafael Almeida       | ator, diretor e cantor           | Brasil          |             |     |
| 29 de maio      | Brandon Mychal Smith | ator e cantor                    | Estados Unidos  |             |     |
| 14 de junho     | Lucy Hale            | atriz e cantora                  | Estados Unidos  |             |     |
| 22 de junho     | Keegan Allen         | ator                             | Estados Unidos  |             |     |
| 9 de julho      | Kaysar Dadour        | ator                             | Síria / Brasil  |             |     |
| 12 de julho     | Phoebe Tonkin        | atriz e modelo                   | Austrália       |             |     |
| 16 de julho     | Kim Woo-bin          | ator                             | Coreia do Sul   |             |     |
| 23 de julho     | Daniel Radcliffe     | ator                             | Reino Unido     |             |     |
| 8 de agosto     | Lourenço Ortigão     | ator                             | Portugal        |             |     |
| 15 de agosto    | Carlos Pena Jr.      | ator                             | Estados Unidos  |             |     |
| 15 de agosto    | Belinda Peregrín     | cantora, atriz e modelo          | Espanha         |             |     |
| 15 de agosto    | Joe Jonas            | cantor e ator                    | Estados Unidos  |             |     |
| 1 de setembro   | Juliana Lohmann      | atriz                            | Brasil          |             |     |
| 14 de setembro  | Logan Henderson      | ator                             | Estados Unidos  |             |     |
| 28 de setembro  | Helder Agostini      | ator                             | Brasil          |             |     |
| 11 de outubro   | Luana Tanaka         | atriz                            | Brasil          |             |     |
| 20 de outubro   | Barbara Reis         | atriz                            | Brasil          |             |     |
| 11 de novembro  | Thiago de Los Reyes  | ator                             | Brasil          |             |     |
| 27 de novembro  | Diego Montez         | ator                             | Brasil          |             |     |
| 29 de novembro  | Yanna Lavigne        | atriz                            | Brasil          |             |     |
| 5 de dezembro   | Katerina Graham      | atriz                            | Suíça           |             |     |
| 6 de dezembro   | Cecília Dassi        | atriz                            | Brasil          |             |     |
| 6 de dezembro   | Cátia Tavares        | atriz                            | Portugal        |             |     |
| 18 de dezembro  | Ashley Benson        | atriz                            | Estados Unidos  |             |     |
| 28 de dezembro  | George Blagden       | ator                             | Inglaterra      |             |     |
| 30 de dezembro  | Letícia Colin        | atriz e cantora                  | Brasil          |             |     |

## Mortes
| Data           | Nome            | Profissão                | Nacionalidade  | Observações | Ref |
| -------------- | --------------- | ------------------------ | -------------- | ----------- | --- |
| 1.º de janeiro | Yara Amaral     | atriz                    | Brasil         | n. 1936     |     |
| 8 de janeiro   | Magalhães Graça | ator e dublador          | Brasil         | n. 1927     |     |
| 20 de março    | Dina Sfat       | atriz                    | Brasil         | n. 1938     |     |
| 2 de abril     | Arnaldo Weiss   | ator                     | Brasil         | n.1930      |     |
| 26 de abril    | Lucille Ball    | atriz                    | Estados Unidos | n. 1911     |     |
| 20 de julho    | Lauro Corona    | ator                     | Brasil         | n. 1957     |     |
| 9 de agosto    | Angelito Mello  | ator                     | Brasil         | n. 1919     |     |
| 28 de outubro  | Líbero Miguel   | ator, diretor e dublador | Brasil         | n. 1932     |     |